# Плешкова, Софья Леонидовна
Софья Леонидовна Плешкова (14 ноября 1936 — 14 ноября 2007) — советский и российский историк-медиевист, доктор исторических наук.
С. Л. Плешкова начала работать в качестве преподавателя на кафедре истории средних веков Исторического факультета МГУ имени М. В. Ломоносова в 1970 году. В 2005 году получила звание заслуженного преподавателя МГУ.
Сфера научных интересов:
- История Франции XV—XVII вв.
- Социально-экономическая история Франции: история средневекового города, товарного производства и генезиса капитализма.
- Культурная и духовная история средневековья, история церкви.

## Научные работы и другие публикации
- Дипломная работа: Реформация в Нидерландах накануне буржуазной революции XVI в. М., МГУ, 1959. Научный руководитель: Громыко, М. М.
- Кандидатская диссертация: Жак Кёр и его предприятия (к вопросу о роли торгового капитала во Франции в первой половине XV в). М., МГУ, 1972. Научный руководитель: Сказкин, С. Д.
- Докторская диссертация: Франция XVI — начала XVII века: Королевский галликанизм (церковная политика монархии и формирование официальной идеологии) М., МГУ, 2006.

### Монографии
- Плешкова, С. Л. К истории купеческого капитала во Франции в XV веке (Жак Кёр и его деятельность). М.: Издательство Московского университета, 1977.
- Плешкова, С. Л. Французская монархия и церковь. (XV — середина XVI в.). М.: Издательство МГУ, 1992.
- Плешкова, С. Л. Екатерина Медичи, Чёрная королева. М.: Издательство Московского университета, 1994.
- Плешкова, С. Л. Франция ХVI — начала XVII века: королевский галликанизм (церковная политика монархии и формирование официальной идеологии). М.: Издательство Московского университета, 2005.

### Учебные пособия
- Стоклицкая-Терешкович, В. В., Плешкова, С. Л. Средневековый город в Западной Европе в XI—XV веках: учебно-методическое пособие для студентов-заочников II курса исторических факультетов государственных университетов: Выпуск 1. М.: Издательство Московского университета, 1969.
- Плешкова, С.Л. Французская реформация (Спецкурс и переводы источников). М., 1993.

### Статьи
- Плешкова, С. Л. Горные предприятия Жака Кера во Франции в середине XV века // Вестник Московского университета (История). М., 1969. № 1. С. 82—91.
- Плешкова, С. Л. Об учебном пособии «Проблемы генезиса феодализма в Западной Европе» // Вопросы истории, 1970. № 9. С. 154—167.
- Плешкова, С. Л. Левантийская торговля Франции в середине XV века (торгово-предпринимательская деятельность Жака Кера) // Вестник Московского университета (История). М., 1970. № 4. С. 53—61.
- Плешкова, С. Л. Абсолютная монархия и судьба цехового ремесла во Франции // Вестник Московского университета (История). М., 1982. № 1. С. 58—67.
- Плешкова, С. Л. Французская монархия и галликанизм на рубеже XVI в. // Вестник Московского университета (История). М., 1984. № 5. С. 77—87.
- Плешкова, С. Л. Первая Всесоюзная конференция медиевистов по проблемам социальной истории Западной Европы в средние века // Средние века. № 47. М., 1984. С. 372—374.
- Плешкова, С. Л. Проблема происхождения галлов во французской публицистике XVI в. // Вестник Московского университета (История). М., 1985. № 4. С. 65—74.
- Плешкова, С. Л. Эразм Ротердамский и Лефевр д`Этапль. В кн.: Эразм Ротердамский и его время. М., 1989. C. 149—153.
- Плешкова, С. Л. Вступительная статья и комментарии // Мемуары королевы Марго. М., Издательство Московского Университета, 1995. С. 5—32, 218—222.
- Плешкова, С. Л. Реальности и мифы Варфоломеевской ночи // Вопросы истории, 1998. № 8. С. 114—124.
- Плешкова, С. Л. Генрих IV Французский // Вопросы истории, 1999. № 10. С. 65—81.
- Плешкова, С. Л. Человек и Фортуна в представлении Нострадамуса // От Средних веков к Возрождению: Сборник в честь профессора Л. М. Брагиной. СПб., 2003. С. 301—310.
- Плешкова, С. Л. Сакральное и национальное в полемике правоведа Пьера де Белуа с кардиналом Беллармином // Священное тело короля. Ритуалы и мифология власти: сборник статей. М., 2006. С. 365—376.
- Плешкова, С. Л. Искусство возможного: религиозные мирные соглашения французских монархов // Искусство власти: сборник в честь профессора Н. А. Хачатурян. СПб., 2007. С. 258—285.